# Enicospilus purgatus
Enicospilus purgatus är en stekelart som först beskrevs av Thomas Say 1835.  Enicospilus purgatus ingår i släktet Enicospilus och familjen brokparasitsteklar. Inga underarter finns listade i Catalogue of Life.